# 鸡爪槭
（學名：Acer palmatum）又名鸡爪枫、日本槭、日本枫、日本红枫、七角枫，是一种楓屬乔木。

## 形态

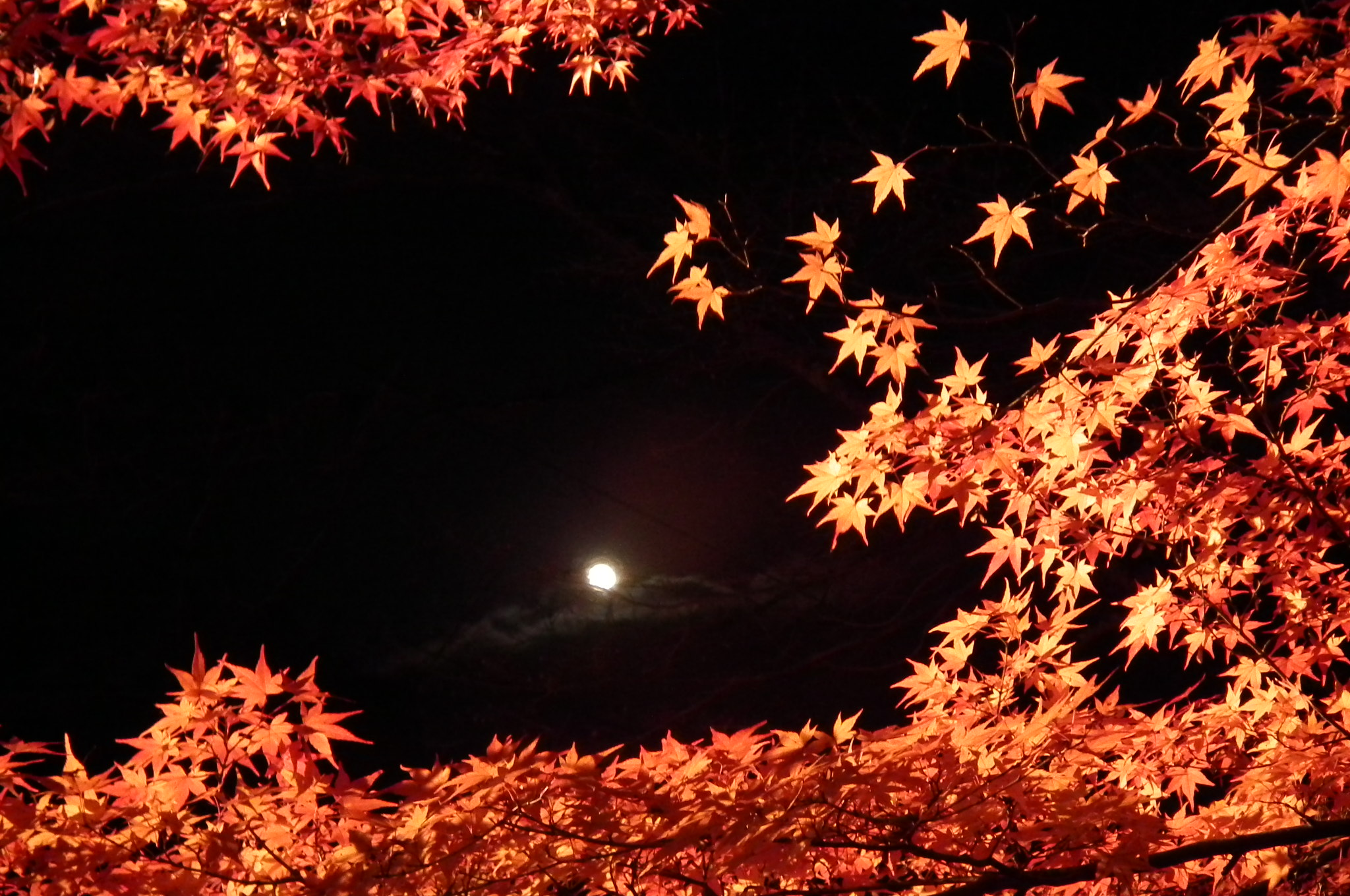
鸡爪槭

鸡爪槭是一种落叶灌木或小乔木，有很多品种，最著名的是由日本园艺培养出来的品种，外观清秀而优美。高度一般为6-10米，很少达16米，通常在背阴处作为林下植物。可能在接近地面的地方有数个枝干。通常被修剪成半球形（在成长期），或者圆顶形（成熟期）。叶长4-12厘米，呈掌状分布，每一枝上有5、7或者9片叶子。花为小型的聚伞花序，每朵花有5瓣红色或者紫色萼片和5片白色花瓣。果实为一对翅果，每个2–3厘米长，里面有一个6–8毫米长的种子。种子需要分层以发芽。
即使在自然界中，鸡爪槭显示相当大的遗传变异，通常具有相同的父树的幼苗叶的大小，形状，颜色等性状均有差异。

## 分布
分布在日本、朝鲜、韩国、中国、蒙古东部和俄罗斯东南部。由于其特别的树叶形状和颜色，被选种在世界各地。这个物种相对比较名贵。

## 變種
臺灣掌葉槭是臺灣特有變種。